# Stromberg (Hunsrück)
Stromberg là một đô thị thuộc huyện Bad Kreuznach, trong bang Rheinland-Pfalz, phía tây nước Đức. Đô thị Stromberg (Hunsrück) có diện tích 9,02 km², dân số thời điểm ngày 31 tháng 12 năm 2006 là 3211 người Stromberg nằm bên rìa đông của Hunsrück, cự ly khoảng 10 km về phía tây Bingen.
Stromberg là thủ phủ của Verbandsgemeinde ("đô thị tập thể") Stromberg.